# Tu-243 Riejs-D
Tu-243 Rejs-D (ros. Ту-243 «Рейс-Д») – radziecki taktyczny dron rozpoznawczy opracowany na potrzeby Armii Radzieckiej, obecnie znajduje się na wyposażeniu Sił Zbrojnych Federacji Rosyjskiej.

## Historia
Dron został opracowany jako rozwinięcie Tu-143 Rejs. Prace projektowe ruszyły po rozporządzeniu Rady Ministrów ZSRR wydanym 6 marca 1981 r., które nakazało zmodernizowanie Tu-143. Tu-243 Riejs-D miał pozwalać na rozpoznanie obszarów koncentracji wojsk nieprzyjaciela, rozpoznanie obiektów inżynieryjno-technicznych, rozpoznanie obszarów dotkniętych klęskami żywiołowymi i ekologicznymi, określenie lokalizacji i zasięgu pożarów lasów oraz wykrywanie awarii rurociągów gazowych i naftowych. Jego wyposażenie miało pozwalać na prowadzenie działań niezależnie od pory dnia i warunków atmosferycznych.
Konstruktorzy zdecydowali się na pozostawienie dotychczasowego układu konstrukcyjnego Tu-143, ale cały wysiłek inżynierów skierowano na znacznie unowocześnienie wyposażenia przenoszonego przez dron. Poza kamerą lotniczą PA-402 zainstalowano w nim wyposażenie telewizyjne Aist-M oraz system termowizyjny Zima-M. Dane z urządzeń rejestrujących są przesyłane za pomocą łącza radiowego Trassa-M, ponadto są zapisywane na dyskach wewnętrznych. W Tu-243 zastosowano nowy system nawigacyjno-lotniczy NPK-243. W nowym dronie możliwe jest zastosowanie aparatury rozpoznania radiacyjnego typu Sigma-R. Dla ułatwienia odnalezienia drona po wylądowaniu zamontowano na nim radiolatarnię Znacznik. Wprowadzone zmiany pozwoliły na znaczne zwiększenie powierzchni badanego terytorium w jednym locie przy jednoczesnej poprawie jakości otrzymywanych informacji. Zmianie uległ też silnik startowy na paliwo stałe, został zastąpiony nowym, mocniejszym i lżejszym RDDT-243DT. Ponadto zmodyfikowano infrastrukturę naziemną obejmującą mobilne urządzenia startowe i stanowiska techniczne, co znacznie poprawiło charakterystykę operacyjną systemu.
Prototyp Tu-243 został oblatany w lipcu 1987 roku. Oficjalnie został przyjęty na uzbrojenie armii rosyjskiej w 1999 roku, a jego seryjną produkcją zajęły się zakłady lotnicze w Kumiertau.